# Timo Furuholm
Timo Furuholm (ur. 11 października 1987 w Pori) – były fiński piłkarz, który występował na pozycji napastnika. Jego ostatnim klubem był fiński Inter Turku.

## Kariera klubowa
Karierę piłkarską Furuholm rozpoczynał w Jazz Pori. 15 maja 2003 roku zadebiutował w nim w pierwszej lidze fińskiej w zremisowanym 1:1 domowym meczu z FF Jaro. W 2004 roku odszedł do innego klubu z Pori, trzecioligowego Musan Salama. Grał w nim do końca roku.
W 2005 roku Furuholm zmienił klub i podpisał kontrakt z Interem Turku. W zespole Interu swój debiut zanotował 25 maja 2005 w przegranym 0:1 wyjazdowym meczu z Tampere United. W 2008 roku wywalczył z Interem swój pierwszy w karierze i pierwszy w historii klubu tytuł mistrza Finlandii. Z kolei w 2011 roku został z Interem wicemistrzem kraju oraz królem strzelców fińskiej ligi z 22 strzelonymi golami.
W styczniu 2012 roku Furuholm przeszedł do niemieckiej Fortuny Düsseldorf z 2. Bundesligi. W tym samym roku awansował z nią do Bundesligi. W 2013 roku przeszedł do Hallescher FC, gdzie rozegrał 108 spotkań i strzelił 45 bramek. W 2017 roku wrócił do gry dla Interu Turku. Z tą drużyną zdobył puchar Finlandii w 2018 roku. W 2022 zakończył piłkarską karierę.
| Sezon     | Klub               | Kraj      | Rozgrywki     | Mecze | Bramki |
| --------- | ------------------ | --------- | ------------- | ----- | ------ |
| 2003      | Jazz Pori          | Finlandia | Veikkausliiga | 4     | 0      |
| 2004      | Musan Salama       | Finlandia | Kakkonen      | 18    | 17     |
| 2005      | Inter Turku        | Finlandia | Veikkausliiga | 5     | 1      |
| 2006      | Inter Turku        | Finlandia | Veikkausliiga | 7     | 0      |
| 2007      | Inter Turku        | Finlandia | Veikkausliiga | 12    | 3      |
| 2008      | Inter Turku        | Finlandia | Veikkausliiga | 9     | 4      |
| 2009      | Inter Turku        | Finlandia | Veikkausliiga | 23    | 11     |
| 2010      | Inter Turku        | Finlandia | Veikkausliiga | 3     | 0      |
| 2011      | Inter Turku        | Finlandia | Veikkausliiga | 33    | 22     |
| 2011/2012 | Fortuna Düsseldorf | Niemcy    | 2. Bundesliga | 9     | 0      |
| 2012/2013 | Hallescher FC      | Niemcy    | 3. Liga       | 16    | 8      |
| 2013/2014 | Hallescher FC      | Niemcy    | 3. Liga       | 32    | 12     |
| 2014/2015 | Hallescher FC      | Niemcy    | 3. Liga       | 35    | 12     |
| 2015/2016 | Hallescher FC      | Niemcy    | 3. Liga       | 18    | 3      |
| 2016/2017 | Hallescher FC      | Niemcy    | 3. Liga       | 2     | 0      |
| 2016/2017 | Inter Turku        | Finlandia | Veikkausliiga | 31    | 9      |
| 2017/2018 | Inter Turku        | Finlandia | Veikkausliiga | 29    | 9      |
| 2018/2019 | Inter Turku        | Finlandia | Veikkausliiga | 25    | 10     |
| 2019/2020 | Inter Turku        | Finlandia | Veikkausliiga | 21    | 10     |
| 2020/2021 | Inter Turku        | Finlandia | Veikkausliiga | 25    | 7      |

## Kariera reprezentacyjna
W swojej karierze Furuholm grał w reprezentacji Finlandii U-21. W dorosłej reprezentacji rozegrał 10 spotkań, zadebiutował 18 stycznia 2010 roku w przegranym 0:2 towarzyskim meczu z Koreą Południową.